# Dunaj Iwanowicz
Dunaj Iwanowicz – mityczny bohater ruskich bylin.
Wraz z Dobrynią Nikiticzem dowodził wyprawą na Litwę, podczas której zmusił króla litewskiego do wydania swojej córki Apraksji za kniazia Władimira (Włodzimierza Wielkiego), sam zaś poślubił jej siostrę Nastazję. 
Pewnego razu Nastazja zarzuciła mężowi, że nie dorównuje Dobryni Nikiticzowi, Ilji Muromcowi i Aloszy Popowiczowi, po czym pokonała go w strzelaniu z łuku. Rozgniewany Dunaj zabił żonę, a gdy po zabiciu jej dostrzegł, że była brzemienna, rzucił się na własny miecz. Z jego krwi powstała rzeka Dunaj.